# Geoffrey P. Megargee
Geoffrey P. Megargee (né le 4 novembre 1959 à Kingston (New York) et mort le 1er août 2020 à Arlington) est un historien militaire américain spécialiste de la Seconde Guerre mondiale et de l'Holocauste. Après avoir travaillé pour la Commission on National Security/21st Century (en), il rejoint le Center for Advanced Holocaust Studies du United States Holocaust Memorial Museum (USHMM) à Washington.
Megargee est l'auteur et l'éditeur de plusieurs livres consacrés à l'histoire de l'Allemagne nazie. Pour son travail au sein du haut commandement allemand (OKW), il remporte en 2001 le Distinguished Book Award, décerné par la Society for Military History. Il a été directeur de projet pour l'Encyclopedia of Camps and Ghettos, 1933-1945,.